# Lochearn
Lochearn önkormányzat nélküli statisztikai település az USA Maryland államában, Baltimore megyében. Lakosainak száma 25 511 fő (2020. április 1.).

## Népesség
A település népességének változása:
| Lakosok száma | 26 908 | 25 240 | 25 269 | 25 333 | 25 511 |
|               | 1980   | 1990   | 2000   | 2010   | 2020   |